# حفرة الحرق
حفرة الحرق هي منطقة قاعدة عسكرية يجري فيها التخلص من النفايات عن طريق الحرق. تتناول هذه المقالة الطريقة التي تمارسها القوات المسلحة الأمريكية في عمليات الانتشار في الخارج.
وفقًا للدليل الميداني للجيش الأمريكي، هناك أربع طرق أخرى غير حفر الحرق، للتخلص من النفايات الصلبة غير الخطرة: المحارق والدفن ومدافن القمامة والدفن التكتيكي.[بحاجة لمصدر] يقلل الحرق في الهواء الطلق بشكل كبير من النفايات، ولكن يزيد من خطر الحريق وينتج أبخرة ضارة. بسبب النفايات الحديثة في البيئات المنشورة، تنبعث من المواد مثل البلاستيك (بما في ذلك زجاجات المياه)، ومواد الشحن، والنفايات الإلكترونية، مركبات جوية سامة.[بحاجة لمصدر] تعرضت حفر الحرق لانتقادات شديدة وأسفرت عن رفع دعوى قضائية من قبل قدامى المحاربين، ووزارة الدفاع المدنية، والمقاولين العسكريين. وقد انتقد الوعي البيئي العالمي بشكل خاص هذه الحالات لعمليات حفر الحرق واسعة النطاق. ويبدو أن آثار حفر الحرق مماثلة لآثار تنظيف حطام الحرائق.

## في العراق وأفغانستان
اكتسبت عبارة «حفرة الحرق» سمعة سيئة في القرن الحادي والعشرين، وخاصة في المواقع العسكرية الأمريكية في العراق وأفغانستان. ومع ذلك، استخدمت هذه الممارسة قبل الحرب على الإرهاب (2001 حتى الآن). وخلال حربي العراق وأفغانستان اللتين بدأتا في عام 2001، استخدمت القواعد العسكرية في جميع أنحاء المنطقة حفر الحرق كوسيلة للتخلص من النفايات. وشملت هذه المواقع العراق وأفغانستان والكويت والمملكة العربية السعودية والبحرين وجيبوتي ودييغو غارسيا وخليج عدن وخليج عمان وعمان وقطر والإمارات العربية المتحدة والخليج الفارسي وبحر العرب والبحر الأحمر. وفي عام 2010، أفادت التقارير بأن عمليات حفر الحرق واسعة النطاق في العراق وأفغانستان، التي يزعم أن الجيش الأمريكي أو مقاوليها يديرونها مثل KBR، سمحت بتشغيل حفر الحرق لفترات طويلة، ما أحرق أطنانًا كثيرة من النفايات المتنوعة. وأبلغ أفراد الخدمة الفعلية عن صعوبات في التنفس وصداع في بعض الحالات، في حين قدم بعض قدامى المحاربين مطالبات تتعلق بإيقافها استنادًا إلى أعراض الجهاز التنفسي التي زعم أنها ناتجة عن حفر الحرق. وذكر الجنرال ديفيد بترايوس، قائد القيادة المركزية الأمريكية والقوة متعددة الجنسيات في العراق، أن مخاوف القادة تتعلق بالاحتياجات الأساسية (الغذاء والماء) للجنود الخاضعين لقيادتهم وليس حفر الحرق، في ذلك الوقت. وجد المفتش العام الخاص لإعادة إعمار أفغانستان أن حفر الحرق لا يمكن الدفاع عنها لأن انبعاثاتها قد تكون ضارة بجنود الولايات المتحدة.

## أمثلة
قامت قاعدة بلد الجوية، وهي أكبر قاعدة أمريكية في العراق، بعملية حفرة حرق في أواخر صيف عام 2008، حيث أحرقت 147 طنًا من النفايات يوميًا إذ نشرت صحيفة الجيش تايمز قصة رئيسية حول هذا الموضوع والمخاوف الصحية ذات الصلة. وكانت حفرة الحرق في مصرف البحرين المشترك تبلغ مساحتها 10 فدانات، ويقدر أن النفايات التي ينتجها كل شخص في مصرف الخليج المركزي تتراوح بين 3. 6 و4. 5 كيلوغرام من النفايات يوميًا. وقد اعترض متحدث باسم القوات الجوية متحدثًا باسم المركز 609 للعمليات الجوية والفضائية المشتركة في جنوب غرب آسيا بشدة على الادعاءات المتعلقة بالآثار الصحية وأكد على جهود التخفيف.
في أفغانستان، يجري التخلص من أكثر من 400 طن من النفايات باستخدام حفر الحرق على الأكثر يوميًا. ووفقًا لليون راسل كيث، وهو مقاول عسكري في بلد أدلى بشهادته في جلسة استماع في مجلس الشيوخ في عام 2009، كان الرماد في كل مكان، بما في ذلك على الأسرة والملابس. ووصف أن الدخان الأسود الكثيف كان موجودًا حتى في الثكنات، حيث كان ملطخًا دائمًا الملاءات. ووصف أحد الجنود الدخان بأنه «مثل ضباب سان فرانسيسكو». أطلق عليه آخر «غبار حبوب اللقاح». يمكن أن يكون لون الدخان أزرق وأسود، أو أصفر وبرتقالي، ولكنه عادة ما يكون أسود.

## المدة
يُزعم أن حفر الحرق اعتُمدت كتدبير مؤقت ولكنها ظلت قيد الاستخدام بعد عدة سنوات لعدم توافر أساليب بديلة للتخلص من النفايات مثل الحرق. استخدمت حفر الحرق خلال عملية درع الصحراء وعاصفة الصحراء.وحتى يوليو/ تموز 2019، كانت لا تزال هناك تسع حفر حرق خاضعة للعقوبات في عمليات في سوريا وأفغانستان ومصر. ووفقًا لـ DoD، كان هذا الملاذ الأخير عندما لم يتوفر بديل ممكن. وبالنسبة للموقع الدائم على المدى الطويل، تستخدم ممارسات النفايات الصلبة التقليدية.

## المواد المحروقة ومنتجات الاحتراق
شملت النفايات التي أحرقت باستخدام حفر الحرق المواد الكيميائية والدهانات والنفايات الطبية والنفايات البشرية ومنتجات المعادن والألمنيوم والنفايات الإلكترونية والذخائر (بما في ذلك الذخائر غير المنفجرة) والمنتجات النفطية ومواد التشحيم والبلاستيك والمطاط والخشب والنفايات الغذائية. تستخدم حفرة الحرق النموذجية وقود الطائرات (عادة JP-8) كمسرع. ينتج حرق هذه المواد سُحبًا من الدخان الأسود. وفقًا لبيان حقائق القوات الجوية، «يولد حرق النفايات الصلبة في حفرة مفتوحة العديد من الملوثات. وتشمل هذه الملوثات الديوكسينات، والجسيمات، والهيدروكربونات العطرية متعددة الحلقات، والمركبات العضوية المتطايرة، وأول أكسيد الكربون، والهيكساكلوروبنزين، والرماد. ويمكن إنتاج الديوكسينات شديدة السمية، التي تنتج بكميات صغيرة في جميع عمليات الحرق تقريبًا، بمستويات مرتفعة مع زيادة احتراق النفايات البلاستيكية (مثل زجاجات مياه الشرب المهملة) إذا لم يكن الاحتراق في درجات حرارة عالية في المحارق. ويمكن أن يؤدي الاحتراق غير الفعال للنفايات الطبية أو نفايات المراحيض إلى انبعاث هباء جوي محمل بالأمراض». سداسي كلورو البنزين-p-الديوكسين (المعروف بالعامية باسم الديوكسين) هو نفس المادة الكيميائية الموجودة في العامل البرتقالي المستخدم في حرب فيتنام. بالإضافة إلى ذلك، خلقت حفر الحرق أيضًا تلوثًا بالجسيمات PM 2. 5 و PM 10 أيضًا.